# Périgné
Périgné é uma comuna francesa na região administrativa da Nova Aquitânia, no departamento de Deux-Sèvres. Estende-se por uma área de 21,18 km². Em 2022, a comuna tinha uma população de 954 pessoas, segundo o censo nacional francês INSEE, com uma densidade de 45 hab/km².